# جایزه بزرگ فرانسه ۱۹۵۸
جایزه بزرگ فرانسه ۱۹۵۸ (انگلیسی: ‎1958 French Grand Prix‎) یک مسابقهٔ موتوری در رشتهٔ اتومبیل‌رانی فرمول یک بود که در تاریخ ۶ ژوئیهٔ ۱۹۵۸ در رنس-گویو واقع در رنس، فرانسه برگزار شد. این گراند پری در میان ۱۱ گراند پری در فصل ۱۹۵۸، مسابقهٔ شمارهٔ ۶ بود.
در این مسابقه که در ۵۰ دور و به مسافت ۴۱۵٫۱ کیلومتر (۲۵۷٫۹۳۱ مایل) برگزار شد، پول پوزیشن توسط مایک هاثورن کسب شد و سریع‌ترین زمان برای طی یک دور پیست که برابر با ۲:۲۴٫۹ بود نیز توسط مایک هاثورن به ثبت رسید.
مایک هاثورن از تیم فراری، استیرلینگ ماس از تیم ون‌وال و ولفگانگ فون تریپس از تیم فراری به‌ترتیب مقام‌های اول تا سوم مسابقه را کسب کردند.

## رده‌بندی قهرمانی پس از مسابقه
|       | جایگاه | راننده            | امتیاز |
| ----- | ------ | ----------------- | ------ |
|       | ۱      | استیرلینگ ماس     | ۲۳     |
|       | ۲      | مایک هاثورن       | ۲۳     |
|       | ۳      | لوییجی موسو       | ۱۲     |
|       | ۴      | هری شل            | ۱۰     |
|       | ۵      | ماریس ترینتیگنانت | ۸      |
| منبع: |        |                   |        |

|       | جایگاه | سازنده      | امتیاز |
| ----- | ------ | ----------- | ------ |
|       | ۱      | فراری       | ۲۸     |
| ۱     | ۲      | ون‌وال       | ۲۲     |
| ۱     | ۳      | کوپر-کلیمکس | ۱۹     |
|       | ۴      | بی‌آرام      | ۱۰     |
| ۱     | ۵      | مازراتی     | ۶      |
| منبع: |        |             |        |

یادداشت
- تنها پنج جایگاه نخست از هر رده‌بندی نمایش داده شده‌است.